# (100122) Alpes Maritimes
(100122) Alpes Maritimes (1993 PE7) – planetoida z pasa głównego asteroid okrążająca Słońce w ciągu 5,74 lat w średniej odległości 3,2 j.a. Odkryta 15 sierpnia 1993 roku.